# Amelie Rose
L'Amelie Rose est une réplique d'un cotre pilote des îles Scilly (en anglais, Scillonian pilot cutter) servant à la plaisance.
Son port d'attache actuel est Poole dans le comté de Dorset. Il est classé bateau historique par le National Historic Ships UK .

## Histoire
Cette réplique de cotre pilote des îles Scilly du XIXe siècle a été construite en 2009 au chantier Working Sail à Gweek comme voilier de croisière. L'architecte naval est Luke Powell.
L'Amélie Rose est la septième unité d'une série de bateaux comparables comme Eve of St Mawes (1997), Lizzie May, Hesper, Agnes of Scilly, Ezra, Tallulah (2008). Le huitième bateau, Freya, fut lancé en 2012.
Il navigue essentiellement sur la côte Sud de l'Angleterre, vers les îles Anglo-Normandes, et participe à des rassemblements maritimes. Il était présent pour Les Tonnerres de Brest 2012 et à Temps fête Douarnenez 2018.
Il est classé comme bateau du patrimoine par le National Historic Ship UK.

## Caractéristiques
Son gréement est celui d'un cotre à corne : un seul mât avec mât de flèche ; une grand-voile et un flèche, deux focs et une trinquette sur bout-dehors.